# Стампс (Арканзас)
Стампс (англ. Stamps) — город, расположенный в округе Лафейетт (штат Арканзас, США) с населением в 2131 человек по статистическим данным переписи 2000 года.

## География
По данным Бюро переписи населения США город Стампс имеет общую площадь в 8,29 квадратных километров, из которых 8,03 кв. километров занимает земля и 0,26 кв. километров — вода. Площадь водных ресурсов округа составляет 3,14 % от всей его площади.
Стампс расположен на высоте 94 метра над уровнем моря.

## Демография
По данным переписи населения 2000 года в Стампсе проживал 2131 человек, 541 семья, насчитывалось 830 домашних хозяйств и 1003 жилых дома. Средняя плотность населения составляла около 259,9 человек на один квадратный километр. Расовый состав Стампса по данным переписи распределился следующим образом: 44,30 % белых, 54,48 % — чёрных или афроамериканцев, 0,52 % — коренных американцев, 0,09 % — азиатов, 0,05 % — выходцев с тихоокеанских островов, 0,56 % — представителей смешанных рас.
Испаноговорящие составили 0,61 % от всех жителей города.
Из 830 домашних хозяйств в 30,7 % — воспитывали детей в возрасте до 18 лет, 37,8 % представляли собой совместно проживающие супружеские пары, в 21,7 % семей женщины проживали без мужей, 34,7 % не имели семей. 31,7 % от общего числа семей на момент переписи жили самостоятельно, при этом 17,6 % составили одинокие пожилые люди в возрасте 65 лет и старше. Средний размер домашнего хозяйства составил 2,46 человек, а средний размер семьи — 3,10 человек.
Население города по возрастному диапазону по данным переписи 2000 года распределилось следующим образом: 27,1 % — жители младше 18 лет, 9,1 % — между 18 и 24 годами, 23,7 % — от 25 до 44 лет, 20,6 % — от 45 до 64 лет и 19,5 % — в возрасте 65 лет и старше. Средний возраст жителей составил 37 лет. На каждые 100 женщин в Стампсе приходилось 87,6 мужчин, при этом на каждые сто женщин 18 лет и старше приходилось 77,6 мужчин также старше 18 лет.
Средний доход на одно домашнее хозяйство в городе составил 22 194 доллара США, а средний доход на одну семью — 26 591 доллар. При этом мужчины имели средний доход в 25 667 долларов США в год против 17 125 долларов среднегодового дохода у женщин. Доход на душу населения в городе составил 11 440 долларов в год. 22,8 % от всего числа семей в населённом пункте и 27,8 % от всей численности населения находилось на момент переписи населения за чертой бедности, при этом 31,0 % из них были моложе 18 лет и 24,2 % — в возрасте 65 лет и старше.